# Costa Rica op de Olympische Winterspelen 1984
Tijdens de Olympische Winterspelen van 1984, die in Sarajevo (Joegoslavië) werden gehouden, nam Costa Rica voor de tweede keer deel.

## Deelnemers en resultaten

### Alpineskiën
| Olympiër       | Discipline       | Resultaat | Prestatie                          |
| -------------- | ---------------- | --------- | ---------------------------------- |
| Arturo Kinch   | reuzenslalom (m) | 67e       | 3.51,11 (+1.09,93) 1.57,84+1.53,27 |
| Eduardo Kopper | reuzenslalom (m) | 65e       | 3.46,58 (+1.05,40) 1.49,35+1.57,23 |
| Eduardo Kopper | slalom (m)       | 45e       | 2.43,33 (+1.03,92) 1.24,39+1.18,94 |

### Biatlon
| Olympiër      | Discipline | Resultaat | Prestatie                                       |
| ------------- | ---------- | --------- | ----------------------------------------------- |
| Hernán Carazo | 10 km (m)  | dnf       | opgave                                          |
| Hernán Carazo | 20 km (m)  | 61e       | 2:24.54,9 (+1:13.02,2) pen.: 11 (3 / 3 / 3 / 2) |

### Langlaufen
| Olympiër     | Discipline | Resultaat | Prestatie          |
| ------------ | ---------- | --------- | ------------------ |
| Arturo Kinch | 15 km (m)  | 80e       | 58.42,9 (+17.17,3) |
| Arturo Kinch | 30 km (m)  | dq        | diskwalificatie    |

Andorra · Argentinië · Australië · België · Bolivia · Bondsrepubliek Duitsland · Britse Maagdeneilanden · Bulgarije · Canada · Chili · China · Chinees Taipei · Costa Rica · Cyprus · Duitse Democratische Republiek · Egypte · Finland · Frankrijk · Griekenland · Groot-Brittannië · Hongarije · IJsland · Italië · Japan · Joegoslavië · Libanon · Liechtenstein · Marokko · Mexico · Monaco · Mongolië · Nederland · Nieuw-Zeeland · Noord-Korea · Noorwegen · Oostenrijk · Polen · Puerto Rico · Roemenië · San Marino · Senegal · Sovjet-Unie · Spanje · Tsjecho-Slowakije · Turkije · Verenigde Staten · Zuid-Korea · Zweden · Zwitserland